# Janica
Janica (grčki: Γιαννιτσά {Giannitsa, Yannitsa}, makedonski: Пазар) je najveći grad u sjevernoj grčkoj Prefekturi Pella (Periferija Središnja Makedonija)

## Karakteristike Janice
Janica leži 56 km sjeverozapadno od Soluna - u ravnici rijeke Vardar.
Južno od Janice je do 1920-ih postojala plitko močvarno Janičko jezero ( Jezero Loudias ) koje je isušeno između 1928. – 1932. od strane  
newyorške Foundation Company.
Nedaleko od grada nalaze se ostatci nekadašnje makedonske prijestolnice Pele, u kojoj je rođen i stolovao Aleksandar Veliki.
Za Otomanskog Carstva Janica, tada zvana Jenidže bila je značajni centar toga dijela Grčke. Iz tog vremena ostalo je nekoliko spomenika; Grob Gazi Evrenosa (u 19. stoljeću njegov originalni grob zamijenjen je današnjim mauzolejem), grob Gazi Ahmeda bega, Velika džamija, Vojnička džamija, Evrenosov hamam, i Gradski toranj sa satom (koji je danas pod zaštitom).
Velika atrakcija današnje Janice je tradicionalni sajam Panađur (grčki "Panijiri"), koji se održava svakog rujna. 

## Ime
Grad se zvao po turskom Yenice-i Vardar - Jenidže Vardar ('Novi grad Vardar') sve do veljače 1926. kad mu je ime helenizirano u Giannitsa (Yannitsa). Jenidže Vardar ne valja brkati s gradićem Jenidže Karasu (Turski jezik: Yenice-i Karasu ) današnja Genisea, pored Ksantija mjestu poznatom po duhanu. Bugari Janicu zovu  Enidže Vardar (Енидже Вардар) a Makedonci Pazar (Пазар).

## Povijest
Pored Janice je vjerojatno postojala i bizantska utvrda, - no pravi značaj Janica je doživjela tek kad ju je odabrao otomanski general beg Gazi Evrenos za svoje sjedište negdje oko 1372. On je postao baza njegovih sljedbenika (Gazi) i važno tursko kulturno središte u 15.  i 16.stoljeću.
Janica je za vrijeme Borbi za Makedoniju na početku 20. stoljeća bila poprište velikih borbi između gerilskih grčkih, bugarskih i makedonskih komitskih četa. Tu borbu je romansirala grčka književica Penelope Delta u svojem nacionalno - romantičarskom djelu Tajne močvare (to se odnosilo na Jezero Janica).
Janica je zadržala svoj potpuno tursko-orjentalni izgled sve do 1912. kad su je zauzeli Grci za Prvog balkanskog rata nakon Bitke kod Janice, tad je Janica i djelomično izgorjela.
Za vijeme Drugog svjetskog rata i okupacije grčke od strane Njemačke i Sila osovine
14. rujna 1944. 120 stanovnika Janice je pogubljeno u znak odmazde po naredbi njemačkog komandanta Friedricha Schuberta, i uz izdašnu pomoć domaćih kolaboracionista iz Sigurnosnog bataljona(Georgios Poulos). Tad je dio Janice namjerno popaljen.

## Poznati sugrađani
- Gazi Evrenos, osnivač turskog grada Jenidže (njegov mauzolej i danas stoji u centru grada)
- Gonos Giotas, (1880. – 1911.) - grčki ustanik (komita) za vrijeme Borbe za Makedoniju
- Apostol Petkov ili kako su ga zvali Sunce Enidže Vardara, (1869. – 1911.) - makedonski komita i vojvoda VMRO-a

## Stanovništvo
Po popisu stanovnika iz 2001. Janica je imala 26.296 stanovnika, Općina Janica ima 31.442 stanovnika i površinu od 208,105 km². Veća naselja u općini Janica su: Ampeleja (1095 stanovnika), Melision (983), Pentaplatanon (956) i Paralimni (816). Na početku 20. stoljeća većinu tadašnjeg stanovništva (9599 ) činili su Turci i Makedonci uz nešto Grka, Vlaha i Roma. Nakon Grčko-turskog rata 1919.-1922. etička slika Janice potpuno je izmijenjena jer se dobar dio grčkih izbjeglica iz Male Azije naselio u Janici, a tursko i makedonsko stanovništvo protjerano.

## Galerija
- Mitropolijska crkva
- Toranj sa satom
- Mauzeloj bega Evrenosa
- Katolička crkva sv.Petra i Pavla

## Vanjske poveznice
- Službene stranice (grč.)